# Angelo Ottaviani
Angelo Ottaviani, né le 16 janvier 1940 à Chivasso (Piémont), est un coureur cycliste italien, professionnel entre 1963 et 1972. 

## Palmarès
- 1959
  - Cirié-Pian della Mussa
- 1960
  - 3e du Trofeo Vittorio Mirone
  - 3e du Trofeo Papà Bertolino
  - 3e de Turin-Mondovi
- 1962
  - 4e étape du Tour de la Vallée d'Aoste
- 1963
  - Coppa Città di Asti

## Résultats sur les grands tours

### Tour de France
1 participation
- 1963 : abandon (8e étape)

### Tour d'Italie
4 participations
- 1963 : abandon
- 1964 : 46e
- 1965 : 30e
- 1966 : 23e